# Renato Cesarini
Renato Cesarini (ur. 11 kwietnia 1906 w Senigallia, zm. 24 marca 1969 w Buenos Aires) – włosko-argentyński piłkarz oraz trener piłkarski. Grał w takich zespołach jak: Borgata Palermo, Chacarita Juniors, Alvear, Ferrocarril Midland Buenos Aires, ponownie Chacarita Juniors, Juventus F.C., ponownie Chacarita Juniors i Club Atlético River Plate.

## Życiorys
Jako jeden z nielicznych piłkarzy grających we Włoszech w czasach rządów Benito Mussoliniego odmówił salutowaniu rzymskiemu.
Słynął ze strzelania dużej liczby goli w końcowych minutach meczów nawet wtedy, gdy jego drużyna wygrywała. Z tego powodu powstało we Włoszech określenie Zona Cesarini oznaczające wyczyn sportowy, w którym jeden zawodnik swoim heroizmem odwraca wynik spotkania w samej końcówce. Wyrażenie Zona Cesarini mocno zapisało się w kulturze włoskiej. Taką nazwę nosi m.in. piwo IPA i audycja radiowa na włoskim kanale Rai Radio 1.

## Trofea
Jako piłkarz:
- Mistrzostwo Włoch (5) 1930/1931 – 1931/1932 – 1932/1933 – 1933/1934 – 1934/1935
- Mistrzostwo Argentyny (2) 1936 – 1937

Jako trener:
- Mistrzostwo Włoch (1) 1959/1960
- Puchar Włoch (1) 1959/1960
- Mistrzostwo Argentyny (1) 1941/1942

Renato Cesarini zmarł 24 marca 1969 roku, w wieku 62 lat, wkrótce po ciężkiej chorobie, w Buenos Aires.